# Notre-Dame-d'Estrées
Notre-Dame-d'Estrées é uma ex-comuna francesa na região administrativa da Normandia, no departamento de Calvados. Estendeu-se por uma área de 7,39 km². Em 2010 a comuna tinha 216 habitantes (densidade: 29,2 hab./km²).
Em 1 de janeiro de 2015 foi fundida com a comuna de Corbon para a criação da nova comuna de Notre-Dame-d'Estrées-Corbon.